# Zelkova schneideriana
Zelkova schneideriana är en almväxtart som beskrevs av Hand.-mazz.. Zelkova schneideriana ingår i släktet Zelkova och familjen almväxter. Inga underarter finns listade i Catalogue of Life.

## Bildgalleri

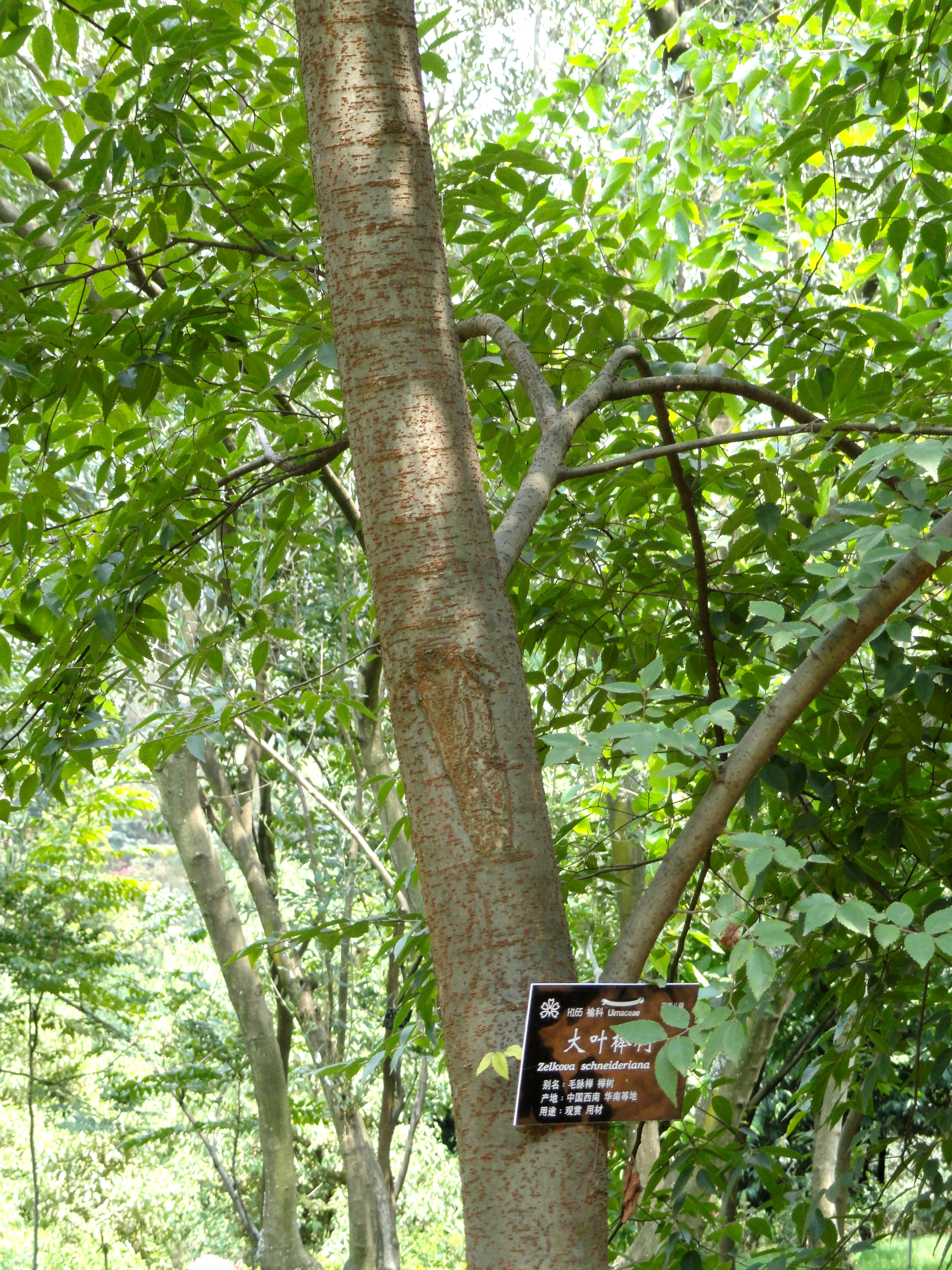
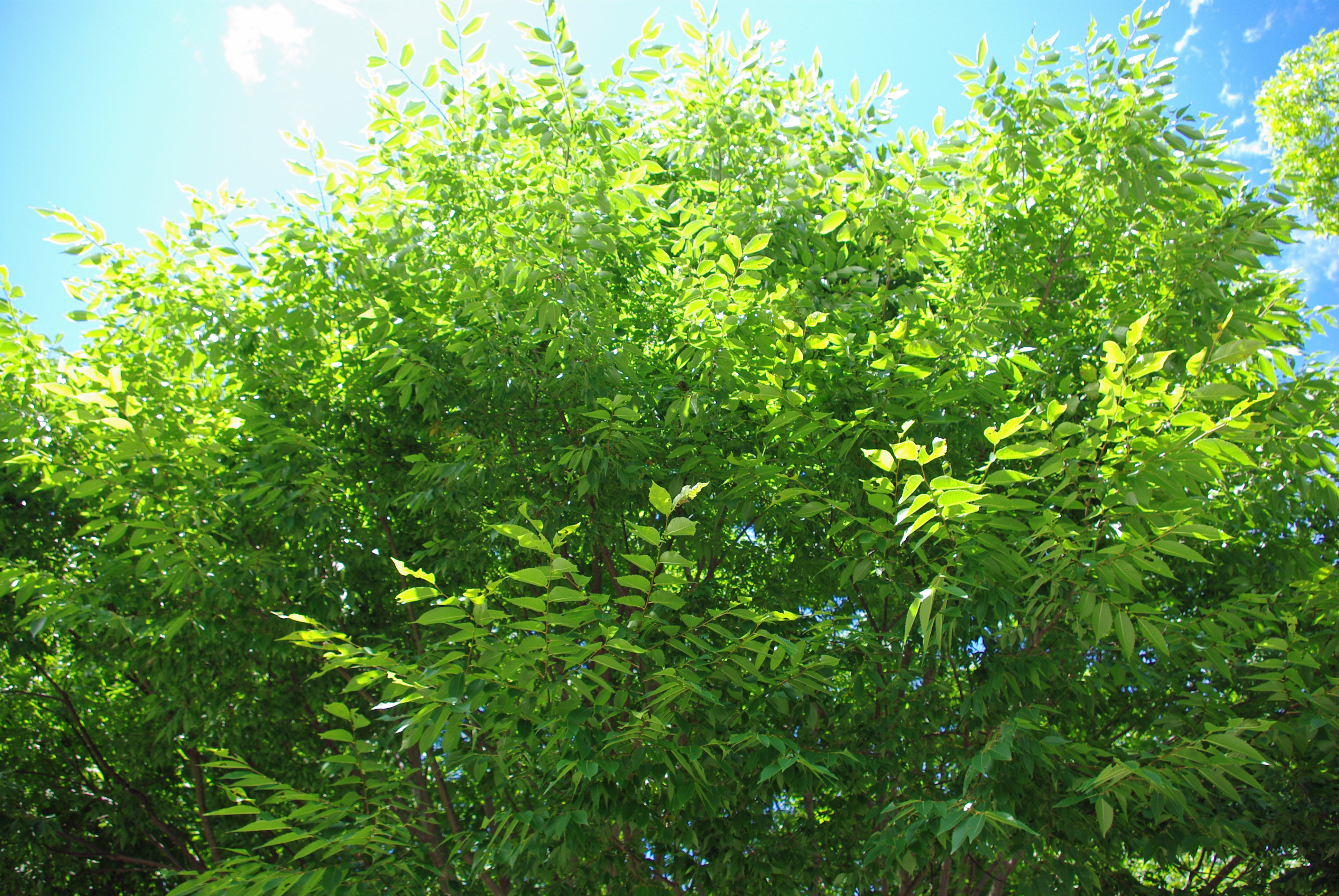
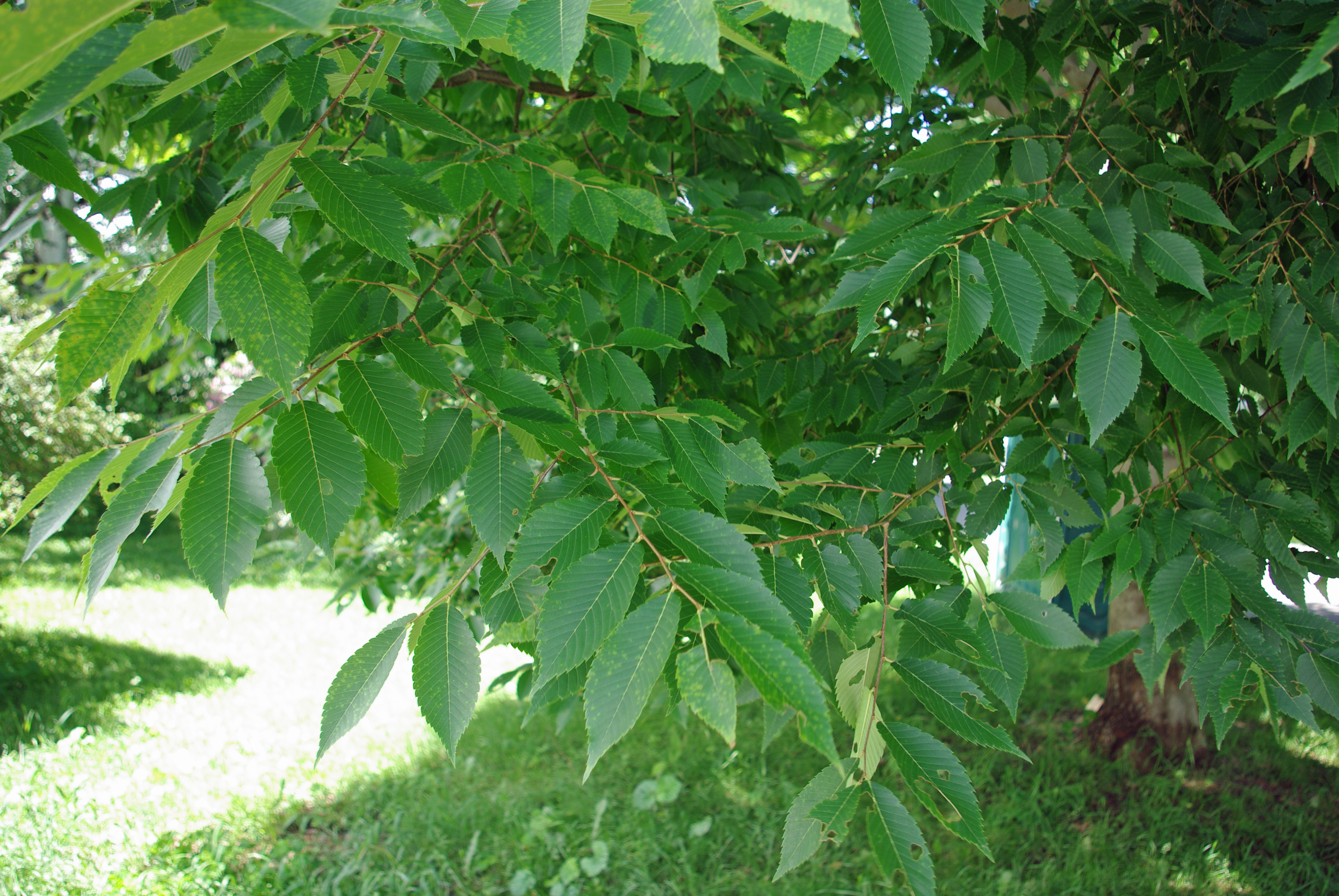
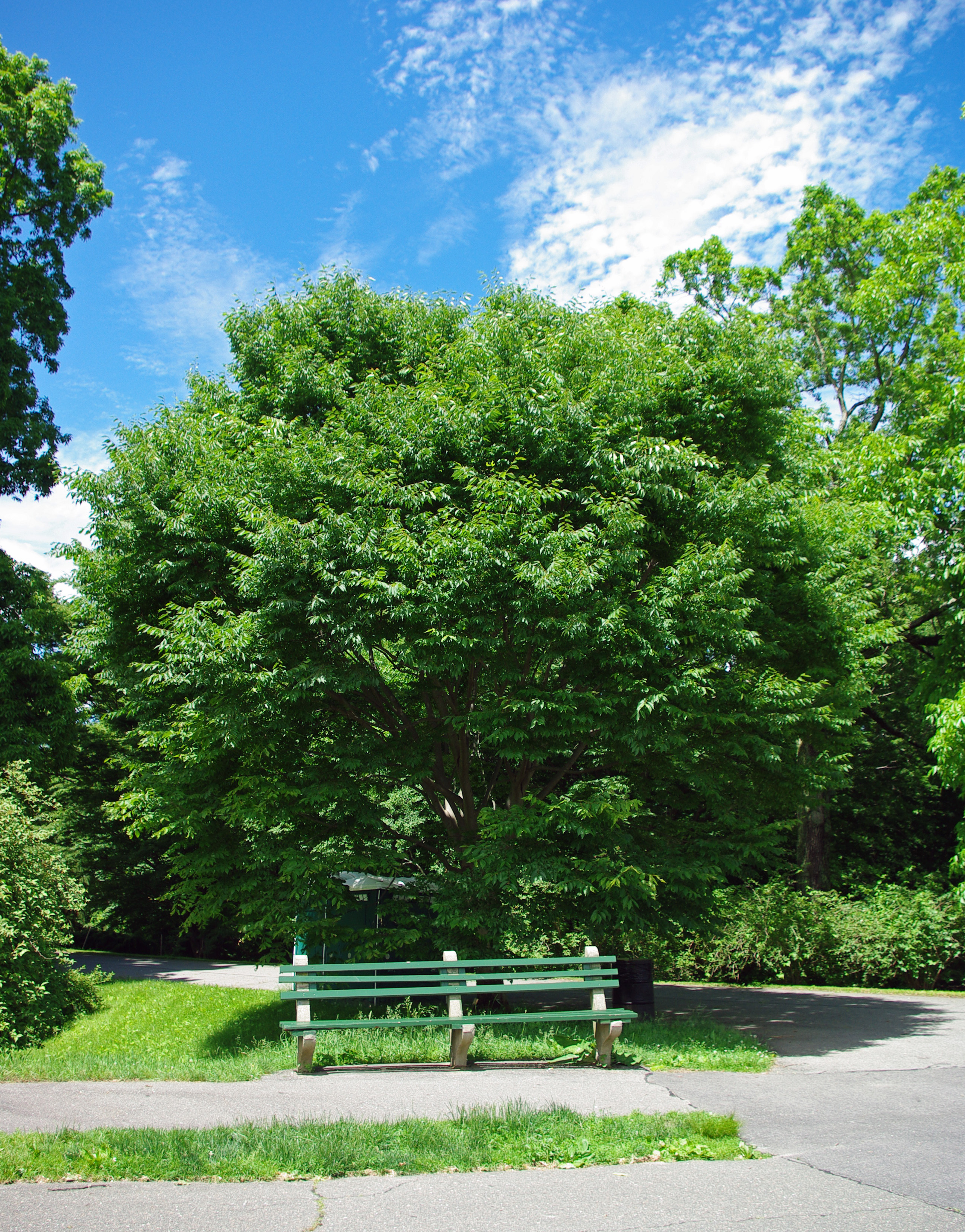